# Ярослав Дворак
Ярослав Дворак (нар. 15 вересня 1974, Клайпеда) — литовський політолог, менеджер, доктор соціальних наук.

## Біографія
У 2002 році закінчив навчання в Каунаському технологічному університеті, після чого вивчав державне управління в Клайпедському університеті. Отримав ступінь доктора політичних наук та управління в Університеті Вітовта Великого в Каунасі. Працював торговцем у Клайпеді, згодом перейшов до наукової діяльності. Був викладачем у Клайпедському державному коледжі, пізніше перейшов до Клайпедського університету. Працював запрошеним дослідником в Інституті російських та євразійських студій Уппсальського університету (2017), а також запрошеним професором у Білостоцькій політехніці (2017). Наразі обіймає посаду керівника кафедри державного управління та політичних наук у Клайпедському університеті. Є членом редакцій міжнародних наукових журналів. Координує панелі «Політика, заснована на доказах» та «Культурна політика та креативність для розумного розвитку в Центральній та Східній Європі». У 2023 році працював запрошеним професором у Ягеллонському університеті в Кракові.

## Займані посади
- 2019–2021 — член Ради розвитку регіону Клайпеди[4];
- 2021 — член Дослідницької ради в People Powered[5];
- 2021–2023 — голова Ради неурядових організацій міста Клайпеди[6]
- 2022–2023 — голова Спільної докторської комісії[7].
- 2023 — головний редактор журналу Heliyon у секції «Суспільство та політика»[8]

## Вибрані публікації
- Burksiene, V., Dvorak, J., & Burbulytė-Tsiskarishvili, G. (2020). City Diplomacy in Young Democracies: The Case of the Baltics. In City Diplomacy (pp. 305—330). Palgrave Macmillan, Cham.
- Dvorak, J. (2020). Lithuanian COVID-19 Lessons for Public Governance. In: Joyce P., Maron, F. et. al. (eds) Good Public Governance in a Global Pandemic. Brussels: IIAS-IISA.
- Dvorak, J. (2021). Response of the Lithuanian municipalities to the First Wave of COVID-19, Balt. Reg., Vol. 13, no. 1, p. 70—88. doi:10.5922/2079-8555-2021-1-4
- Dvorak, J., Pernica, B. (2021). To free or not to free (ride): a comparative analysis of the NATO burden-sharing in the Czech Republic and Lithuania — another insight into the issues of military performance in the Central and Eastern Europe. Defense & Security Analysis, doi:10.1080/14751798.2021.1919345
- Kotseva-Tikova, M., Dvorak, J. (2021). The Bioeconomiy During a COVID-19 Pandemic: The Case of Bulgaria and Lithuania. Икономическа мисъл, 4, p. 71–92
- Civinskas, R., Dvorak, J., Šumskas, G. (2021). Beyond the Front-Line: the Coping Strategies and Discretion of Lithuanian Street-Level Bureaucracy During COVID-19. Corvinus Journal of Sociology and Social Policy, Vol. 12, No.1, p. 3-28
- Dvorak, J., Civinskas, R. (2022). The use of employee financial participation in Lithuanian companies (pp. 35–54). Hershey, PA: Business Science Reference. doi:10.4018/978-1-7998-8557-3.ch003
- Steblyna, N., Dvorak, J. (2021). Reflections on the Independent Mass Media of Post-Soviet Countries and Political Competitiveness. Politics in Central Europe, vol. 17, no. 3, pp. 565—588. doi:10.2478/pce-2021-0024
- Mills, D.; Pudney, S.; Pevcin, P.; Dvorak, J. Evidence-Based Public Policy Decision-Making in Smart Cities: Does Extant Theory Support Achievement of City Sustainability Objectives? Sustainability 2022, 14, 3. doi:10.3390/su14010003
- Burkšienė, V., Burbulytė-Tsiskarishvili, G., Dvorak, J. (2022). Mayoral Influence on Participatory Budgeting in Lithuania during Covid-19. Emerging Science Journal, Vol. 6, Special Issue «COVID-19: Emerging Research», p. 151—164
- Burksiene, V.; Dvorak, J. (2022). of ENGO's for Measurable Improvements for Sustainability. Adm. Sci., 12, 70. doi:10.3390/admsci12020070
- Burkšienė, V., Dvorak, J.(2022). Local NGO e-communication on environmental issues. In The Routledge handbook of nonprofit communication. New York: Routledge, 2022. ISBN 9781003170563. p. 269—278
- Mishenina, H.; Dvorak, J. (2022). Public–Private Partnership as a Form of Ensuring Sustainable Development of the Forest Management Sphere. Adm. Sci. 12, 156. doi:10.3390/admsci12040156
- Dvorak, J., Kruhlov, V. (2024). Ethical Approaches to Gender Communications in Public Administration at Ukraine. In: Rouet, G., Raytcheva, S., Côme, T. (eds) Ethics and Innovation in Public Administration. Contributions to Public Administration and Public Policy. Springer, Cham. https://doi.org/10.1007/978-3-031-67900-1_4
- Dvorak, J., Staśkiewicz, U., Jakubiak, E. (2024). Promoting Change: Ethical Reforms in Prisons of Poland and Lithuania. In: Rouet, G., Raytcheva, S., Côme, T. (eds) Ethics and Innovation in Public Administration. Contributions to Public Administration and Public Policy. Springer, Cham. https://doi.org/10.1007/978-3-031-67900-1_5